# Comité olympique libanais
Le Comité olympique libanais (en anglais, Lebanese Olympic Committee, en arabe : اللجنة الأولمبية اللبنانية) est le comité olympique officiel du Liban.
De code CIO LIB, il fut créé en 1947 mais il fallut attendre 1948 pour qu'il soit reconnu. Son président est actuellement Jean Hammam (en arabe : السيد جان همام) et son secrétaire général le Général de brigade Hassan Rustam. Ses quatre vice-présidents sont Toni Khoury, l'ingénieur Hashim Haider, Georges Zidane et le Procureur Fattal. Son siège est situé à l'adresse suivante :
 P.O. Box 23, St Charles Hospital Street, Tony Khoury's Bldg, 1st Floor, Rihanieh Baabda.